# Muy buenos días (programa de televisión de Colombia)
Muy buenos días fue un programa de televisión de entretenimiento de variedades del canal RCN emitido desde julio del 2002 hasta septiembre del 2018,  y cuyos presentadores fueron  Jota Mario Valencia, Laura Acuña y Adriana Betancur.

## Historia
Durante los primeros años de transmisión, Jota Mario estuvo acompañado por la actriz y presentadora Yaneth Waldman, quien dejó el programa en 2005, para actuar en la telenovela Los Reyes.
En el programa colaboraban Jannín Farías, que presentaba el horóscopo, Daniel Riveros, chef de la sección de cocina, el exsacerdote Gonzalo Gallo y el médico Camilo Prieto. Su principal competencia era el programa Día a día.
Desde el 29 de agosto de 2016 el programa se emitía desde las 8:30 a. m. hasta las 10:00 a. m. en reemplazo de 2 programas Estilo RCN y Profesión Hogar y a partir del 8 de junio de 2017 se transmitió nuevamente hasta las 10:30 a. m. Por diversos cambios en la programación del Canal RCN, Muy Buenos Días emitió su último programa el 7 de septiembre de 2018. Fue reemplazado por el programa matutino llamado "El Desayuno", que fue presentado por Yaneth Waldman e Iván Lalinde, el cual inició el día 10 de septiembre en el Canal RCN.
El programa finalizó, en buena medida, por la profunda crisis por la que atraviesa el Canal RCN desde 2015.

## Presentadores
- Jota Mario Valencia † (2002-2018)
- Laura Acuña (2005-2018)
- Adriana Betancur (2015-2018)
- Yaneth Waldman (2002-2005)
- Milena López (2011-2017)
- Carolina Cruz (2002-2006)
- David Alberto García (Jeringa) (2004-2005)
- María Mercedes Ruiz (2002-2003)
- Mabel Cartagena (2006-2007)
- Jéssica Cediel (2007-2011)
- Juan Manuel Correal (2010-2015)
- Camilo Prieto Valderrama (2007-2018)

## Periodistas / Presentadores Jr.
- Salomón Bustamante
- Felipe Romero
- Tatiana Franco
- Juan Esteban Domínguez
- Dieric Jair Ferrín
- Alejandra Tamayo
- Carlos Sanabria